# انفصام بلوري

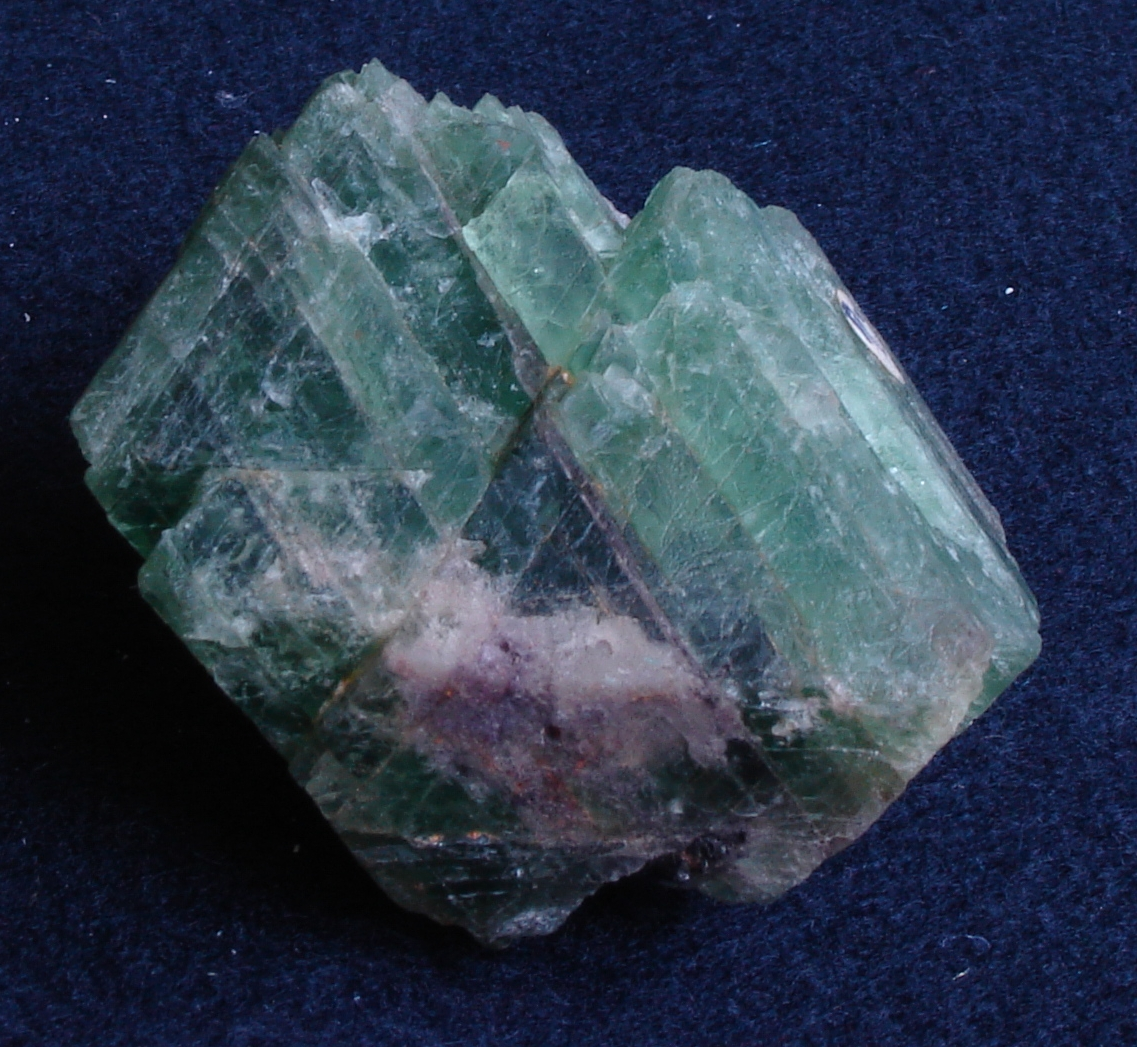
الفلورايت الأخضر وطبقاته البلورية.

الانفصام البلوري في علم المعادن (Cleavage) هي خاصية بعض البلورات المعدنية للانفلاق أو الانقسام عبر مستويات معينة للبلورة تحت تأثير قوة بسيطة عليها موازية للمستوى، تنتج عنها أسطح ملساء عند كسر المعدن أو الضغط عليه . تتميز تلك المستويات بشدة تماسك بينية ضعيفة وترتيب الذرات أو الأيونات بانتظام في البلورة . يمكن رؤية تلك الطبقات بالمجهر وأيضا بالعين المجردة .

## بعض أنواع الانفصام البلوري

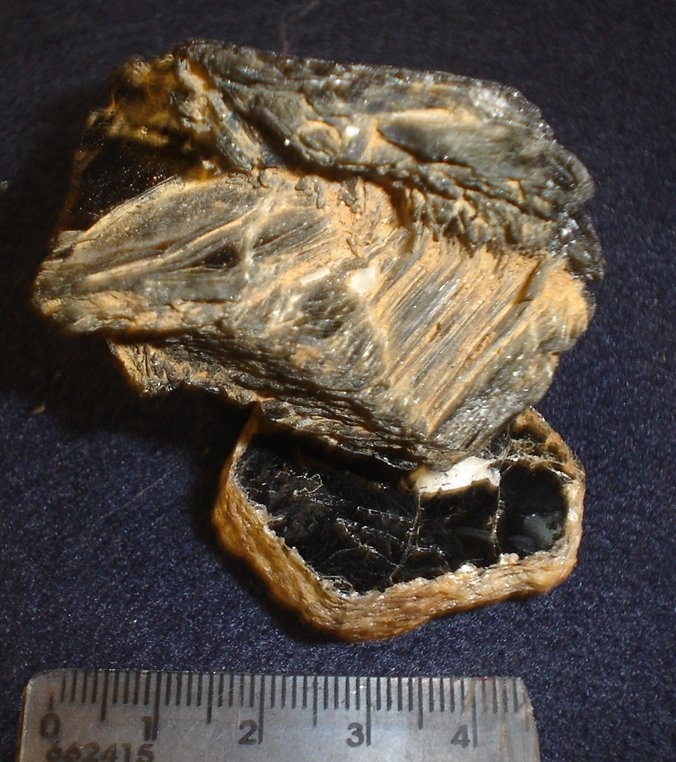
بيوتايت ذو الانفلاق القاعدي.

- الانفصام القاعدي وهو يحدث موازيا لقاعدة البلورة. ويحدد اتجاه الانفصام المستوى البلوري {001} طبقا لإحداثيات ميلر بالنسبة إلى التركيب المكعبي وهي تعادل إحداثيات المستوى {0001} في التركيب السداسي. و الانفصام نوعان : انفصام في اتجاه واحد و انفصام في اتجاهين ، إما في اتجاه واحد (قاعدي مثل (الجرافيت) أو صفائحي مثل (الميكا)

- الانفصام في أكثر من اتجاه
- الانفصام المعيني الأوجه مثل الكالسيت (كاربونات الكالسيوم)
- الانفصام المكعبي وهو يحدث للمستوى ذي الإحداثيات {001} ، أي موازيا لأحد أوجه المكعب . وهذا من صفات الهيكل مثل بلورات ملح الطعام وكذلك معدن الهاليت. كما يتميز المعدن غالينا بالانفصام المكعبي.

## اقرأ أيضاً
- معادن
- تبلور
- مكسر (علم المعادن)